# Elizabeth Marvel
Elizabeth Marvel (Los Angeles, 27 november 1969) is een Amerikaanse actrice.

## Biografie
Marvel werd geboren in Los Angeles maar groeide op in Mohnton. Zij heeft het acteren geleerd aan de Juilliard School in New York.

## Filmografie

### Films
- 2020 News of the World - als mrs. Gannett
- 2020 Being Dead - als Celice Adkins
- 2019 All the Little Things We Kill - als Deb Anderson
- 2019 Dark Waters - als dr. Karen Frank
- 2019 Swallow - als Katherine Conrad
- 2019 Native Son - als mrs. Dalton
- 2018 The Land of Steady Habits - als Sophie
- 2017 The Meyerowitz Stories - als Jean Meyerowitz
- 2017 Gifted - als Gloria Davis
- 2017 Easy Living - als Abby
- 2016 The Phenom - als Teresa Epland
- 2016 The Congressman - als Rae Blanchard
- 2016 Happy Baby - als moeder van Theo
- 2015 Consumed - als Connie Conway
- 2015 Aloha - als Natalie
- 2014 A Most Violent Year - als mrs. Rose
- 2013 Blink - als Helen Trask
- 2012 Lincoln – als mrs. Jolly
- 2012 Hyde Park on Hudson – als Missy
- 2012 The Bourne Legacy – als dr. Connie Dowd
- 2011 Somewhere Tonight – als Martha
- 2010 True Grit – als 40-jarige Mattie
- 2010 Holy Rollers – als Elka Gold
- 2009 Love and Other Impossible Pursuits – als Pia
- 2009 A Dog Year – als Margo
- 2008 Burn After Reading – als Sandy Pfarrer
- 2008 Synecdoche, New York – als makelaar
- 2008 Pretty Bird – als Tonya Honeycutt
- 2008 The Guitar – als Ma Wilder
- 2005 The Dying Gaul – als Keli Cartonis
- 2000 Ten Hundred Kings – als Caroline Shepard

### Televisieseries
Uitgezonderd eenmalige gastrollen.
- 2022 The Dropout - als Noel Holmes - 5 afl.
- 2012 – 2021 Law & Order: Special Victims Unit – als Rita Calhoun - 14 afl.
- 2020 Helstrom - als Victoria Helstrom - 10 afl.
- 2019 - 2020 Manifest - als de majoor - 8 afl.
- 2019 Unbelievable - als Judith - 4 afl.
- 2016 - 2018 Homeland - als president Elizabeth Keane - 24 afl.
- 2014 - 2016 House of Cards - als Heather Dunbar - 23 afl.
- 2015 Fargo - als Constance Heck - 5 afl.
- 2012 - 2015 Person of Interest – als Alicia Corwin – 6 afl.
- 2011 Lights Out – als Margaret Leary – 9 afl.
- 2009 – 2010 Nurse Jackie – als Ginny Flynn – 3 afl.
- 2008 – 2009 Law & Order – als advocate Grubman – 2 afl.
- 2007 Kidnapped – als Madeleine – 2 afl.
- 2000 – 2004 The District – als Nancy Parras – 88 afl.

## Theaterwerk opBroadway
- 2019 King Lear - als Goneril
- 2013 Picnic – als Rosemary Sydney
- 2011 – 2012 Other Dessert Cities – als Brooke Wyeth (understudy)
- 2008 Top Girls – als Marlene
- 2005 – 2006 Seascape – als Sarah
- 1997 An American Daughter – als Quincy Quince
- 1996 Taking Sides – als Emmi Straube
- 1996 Saint Joan – als Duchese de la Trémouille
- 1992 – 1993 The Seagull – als Masha

- Gemeinsame Normdatei: 1162983167
- International Standard Name Identifier: 0000 0000 4866 8000
- Library of Congress Control Number: no2005064140
- SNAC: w6g47qpv
- Système universitaire de documentation: 231089201
- Virtual International Authority File: 29266600
- WorldCat: E39PBJkCXrt3MXTBFGD9c7dfbd